# Медвежья история
«Медвежья история» (исп. Historia de un oso) — чилийский мультфильм 2014 года. Удостоен премии «Оскар» за лучший короткометражный анимационный фильм.

## Сюжет
Старый медведь рассказывает историю своей жизни с помощью механической диорамы. В аллегорической форме фильм отражает события, произошедшие во время диктатуры Аугусто Пиночета.

## Награды
| год  | премия                                    | страна               | категория                                | результат  |
| ---- | ----------------------------------------- | -------------------- | ---------------------------------------- | ---------- |
| 2014 | Little Big Shots (Film Festival for Kids) | Австралия            | Mejor película                           | победитель |
| 2014 | Anima Mundi                               | Бразилия             | Mejor dirección de arte                  | победитель |
| 2014 | Anima Mundi                               | Бразилия             | Mejor corto para niños                   | победитель |
| 2014 | Kuandu International Animation Festival   | Китайская Республика | Grand Prize                              | победитель |
| 2014 | KLIK! Animation                           | Нидерланды           | Premio de la audiencia                   | победитель |
| 2015 | Animasyros                                | Греция               | Grand Prize                              | победитель |
| 2015 | Washington DC Independent Film Festival   | США                  | Mejor animación                          | победитель |
| 2015 | Cleveland International Film Festival     | США                  | Mejor animación                          | победитель |
| 2015 | Alucine Latin Film + Media Arts Festival  | Канада               | Mejor animación                          | победитель |
| 2015 | Premios HAFE                              | Нидерланды           | Premio de la audiencia infantil          | победитель |
| 2016 | «Оскар»                                   | США                  | Лучший короткометражный фильм (анимация) | победитель |